# Districte roig d'Amsterdam

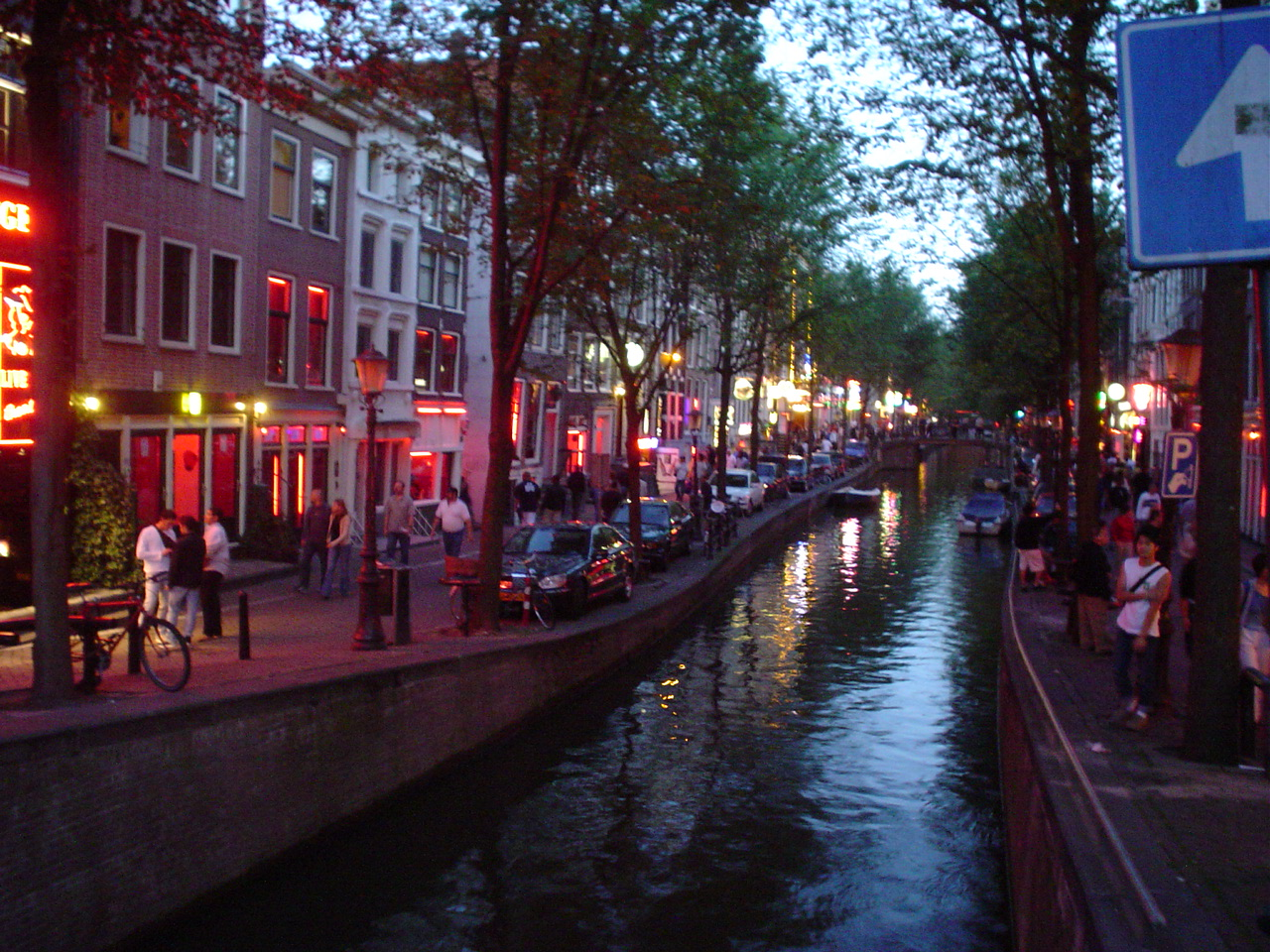
El barri vermell d'Amsterdam

El barri vermell d'Amsterdam (Rosse Buurt en neerlandès) és un barri central de la ciutat d'Amsterdam en els Països Baixos. Famós per la seva història, la seva arquitectura, la seva vida cultural i per ser un dels barris més liberalitzats del món quant a l'actitud cap a la prostitució, les drogues i la diversitat sexual.
El barri vermell està format per tres districtes diferents: De Wallen –el més famós–, Singelgebied i Ruysdaelkade.

## Ubicació
Està situat al centre històric de la ciutat, en el que antigament van ser cases de pescadors, sobre el dic d'Amsterdam, que es va construir per protegir la ciutat de les marees. Es troba delimitat per la plaça de Dam i el carrer Damrak a l'oest i per la plaça Nieuwmarkt a l'est.

## La prostitució
Aquest és el més pintoresc i turístic barri d'Amsterdam. Conegut mundialment pels aparadors que adornen els seus carrers i estretíssims carrerons, en els quals les prostitutes realitzen les seves activitats professionals des de fa segles. La prostitució està completament regulada als Països Baixos, de manera que cada prostituta està obligada per llei a tenir contractada una seguretat social privada (com qualsevol treballador neerlandès), pagar tributs a l'estat, fer declaracions d'hisenda i tots els processos legals que un treballador o empresa han de dur a terme per mantenir el seu estatus de legalitat.
Els locals de prostitució es troben oberts tant de dia com de nit, però la màxima afluència de públic té lloc les nits dels caps de setmana. És quan milers de persones, la majoria curiosos, passegen tranquil·lament pel barri, entre els aparadors del districte vermell. L'entrada a aquests carrers és oberta, de manera que hi pot accedir qualsevol persona, una cosa que no passa per exemple al carrer de prostitució d'Hamburg, restringit a homes i majors d'edat.

### Experiment amb homes
En els últims anys de la dècada dels 90, es va dur a terme un experiment sociològic als carrers del districte vermell. En lloc de prostitutes, uns homes van exercir la prostitució durant uns mesos. L'estudi va concloure que no hi havia a Amsterdam interès per part de les dones en aquest tipus de servei, i fins i tot, durant aquests mesos, es van succeir protestes per part de les prostitutes, que consideraven a aquests homes "denigrants".

### Altres serveis
El barri també inclou un enorme nombre de sex shops, restaurants, hotels, cafès i locals d'exhibició. Aquests locals d'exhibició mostren continguts de caràcter sexual explícit, i són molt concorreguts pels turistes.
El carrer més cèlebre del barri és el carrer central anomenat Warmoestraat, replet de bars, gent, cervesa i enrenou.